# 포피 몽고메리
포피 몽고메리(Poppy Montgomery, 1972년 6월 15일 ~ )는 오스트레일리아의 배우다.

## 출연 작품

### 영화
- 타미와 티렉스 (1994)
- 블루 데블 (1995)
- 캠퍼스 데드 맨 (1998, Dead Man on Campus)
- This Space Between Us (1999)
- 에디 머피의 라이프 (1999)
- 사랑하고 싶은 그녀 (1999)
- 금발의 여인 (2001, Blonde) - 매릴린 먼로 역
- Murder in the Hamptons (2005)
- Lying to Be Perfect (2010)
- Magic Beyond Words (2011)

### 텔레비전
- 사랑을 위하여 (1996)
- 글로리 데이즈(영어판) (2002)
- The Late Late Show with Craig Kilborn (2002-04)
- 위드아웃 어 트레이스 (2002-09)
- 더 레이트 레이트 쇼 위드 크레이그 퍼거슨 (2005-12)
- 언포게터블 (2011-16)